# Munhoz
Munhoz är en kommun i Brasilien.   Den ligger i delstaten Minas Gerais, i den sydöstra delen av landet, 800 km söder om huvudstaden Brasília. Antalet invånare är 6 257.
Omgivningarna runt Munhoz är en mosaik av jordbruksmark och naturlig växtlighet. Runt Munhoz är det ganska glesbefolkat, med 39 invånare per kvadratkilometer.